# Макашин, Семён Акимович
Семён Аки́мович Мака́шин (21 (9 старого стиля) апреля 1827, деревня Зелёновка Сердобского уезда Саратовской губернии (ныне село Зелёновка в Сердобском районе Пензенской области) — 12 августа 1862 года (по данным ЭСБЕ 1865), г.Саратов) — российский краевед, писатель. Автор многочисленных рассказов о Саратове. По определению ЭСБЕ, «саратовский мещанин, потом солдат, автор живо рисующих мещанскую провинциальную жизнь очерков и рассказов».

## Биография
Родился 21 (9 ст. ст.) апреля 1827 г. в деревне Зеленовка Сердобского уезда Саратовской губернии в мещанской семье. В 1836 году семья Макашиных переехала в Астрахань, а через два года, в 1838-м — в Саратов. В 1845 году познакомился с А. С. Флеровым.  У него была небольшая библиотека, которую Макашин всю вычитал, после стал пробовать написать сам. Вскоре он переехал в Москву и там женился. 
Сотрудничал с журналами «Русский вестник», «Московские ведомости», «Современник» (Санкт-Петербург). 
Служил в солдатах. Время возвращения в Саратов неизвестно.
Умер 12 августа 1862 г. от горловой чахотки в Саратове.

## Сочинения
- «Один из немногих» («Русский вестник», 1858, т. 18),
- «Наследственная бедность» («Современник», 1858, т. 71),
- «Пролог к мещанской свадьбе» (ib. 1861, т. 88),
- «Несколько подробное, но весьма правдивое жизнеописание одного городского головы» (ib. 1863, т. 96).